# غل أباد (بيرانشهر)
غل‌ أباد هي قرية في مقاطعة بيرانشهر، إيران. عدد سكان هذه القرية هو 98 في سنة 2006.